# Saison 1 d'Oggy et les Cafards
 (février 2024).
Si vous disposez d'ouvrages ou d'articles de référence ou si vous connaissez des sites web de qualité traitant du thème abordé ici, merci de compléter l'article en donnant les références utiles à sa vérifiabilité et en les liant à la section « Notes et références ».
Chronologie
Saison 2
La première saison d'Oggy et les Cafards, série télévisée d'animation française, est constituée de soixante-dix-huit épisodes, diffusée du 6 septembre 1999 au 11 février 2000 sur France 3.

## Épisode 1:Chocolat amer
- France : 6 septembre 1999 sur France 3

## Épisode 2:Coup de cafard
- France : 7 septembre 1999 sur France 3

## Épisode 3:Les Frites
- France : 8 septembre 1999 sur France 3

## Épisode 4:Mission Oggy
- France : 9 septembre 1999 sur France 3

## Épisode 5:Tchao tympan
- France : 10 septembre 1999 sur France 3

- Le titre de l’épisode est un jeu de mots avec le titre du film Tchao Pantin.
- Oggy écoute un CD d'Hector von Vivaldo, édité par la Deutsche Grammophon. Le nom du compositeur est une combinaison des noms d'Hector Berlioz, Ludwig van Beethoven et Antonio Vivaldi.

## Épisode 6:Le Patient
- France : 13 septembre 1999 sur France 3

## Épisode 7:Rythmes et Bleus
- France : 14 septembre 1999 sur France 3

## Épisode 8:Plus dure sera la chute
- France : 15 septembre 1999 sur France 3

## Épisode 9:Petit, petit, petit
- France : 16 septembre 1999 sur France 3

## Épisode 10:Joyeux Anniversaire
- France : 17 septembre 1999 sur France 3

## Épisode 11:La Métamorphose
- France : 20 septembre 1999 sur France 3

## Épisode 12:Jalousie
- France : 21 septembre 1999 sur France 3

## Épisode 13:Vendredi 13
- France : 22 septembre 1999 sur France 3

## Épisode 14:Sois zen avec l'oseille
- France : 23 septembre 1999 sur France 3

## Épisode 15:Dent de lait
- France : 24 septembre 1999 sur France 3

## Épisode 16:Une vie duraille
- France : 26 septembre 1999 sur France 3

## Épisode 17:Grignotator
- France : 27 septembre 1999 sur France 3

## Épisode 18:37°2 toute la journée
- France : 28 septembre 1999 sur France 3

## Épisode 19:Soigne ton code
- France : 29 septembre 1999 sur France 3

## Épisode 20:Cherchez l'intrus
- France : 30 septembre 1999 sur France 3

## Épisode 21:Jolie Poupée
- France : 1er octobre 1999 sur France 3

- La maison des Zinzins de l'espace, sous forme de maquette, sert de lieu principal pour l'action.
- L'épisode comporte une scène inspirée de King Kong.

## Épisode 22:La Solitude
- France : 2 octobre 1999 sur France 3

## Épisode 23:Oggy et les Cafards géants
- France : 3 octobre 1999 sur France 3

## Épisode 24:Oggy et les Bébés
- France : 4 octobre 1999 sur France 3

## Épisode 25:Comme des chiens
- France : 5 octobre 1999 sur France 3

## Épisode 26:Jeux de carpes
- France : 6 octobre 1999 sur France 3

## Épisode 27:Rock’n’roll Altitude
- France : 7 octobre 1999 sur France 3

- Le titre de cet épisode est un jeu de mots avec l'album Rock'n'Roll Attitude.
- Cet épisode a pour thème central l’aviophobie.

## Épisode 28:Un dîner en ville
- France : 8 octobre 1999 sur France 3

## Épisode 29:Le Régime d'Oggy
- France : 11 octobre 1999 sur France 3

## Épisode 30:La Tête et les Muscles
- France : 12 octobre 1999 sur France 3

## Épisode 31:Voyage dans le temps
- France : 13 octobre 1999 sur France 3

## Épisode 32:Le Ticket de loto
- France : 14 octobre 1999 sur France 3

Cet épisode comporte une référence à la Revue nègre et sa célèbre danse avec la jupe de bananes. Il marque également la première apparition de Bob.

## Épisode 33:Globulopolis
- France : 15 octobre 1999 sur France 3

## Épisode 34:Occupé
- France : 17 octobre 1999 sur France 3

## Épisode 35:Maison à louer
- France : 18 octobre 1999 sur France 3

## Épisode 36:L'appât se rebiffe
- France : 19 octobre 1999 sur France 3

## Épisode 37:Aux secousses
- France : 20 octobre 1999 sur France 3

## Épisode 38:Le Caillou qui voulait nager
- France : 21 octobre 1999 sur France 3

## Épisode 39:Les Cafards de l'espace
- France : 22 octobre 1999 sur France 3

## Épisode 40:Mamie Jubile
- France : 25 octobre 1999 sur France 3

## Épisode 41:Le Dictateur
- France : 26 octobre 1999 sur France 3

- L’épisode comporte des références au film Le Dictateur (notamment quand Jack joue avec une balle à l’image du globe terrestre), ainsi que King Kong.
- Oggy a parmi ses CD un album de Dead Cat Dance, qui est une référence au groupe Dead Can Dance, et un album des Miaou Sisters, qui est une référence aux groupes féminins en vogue dans le second tiers du XXe siècle.

## Épisode 42:Souvenir Souvenir
- France : 27 octobre 1999 sur France 3

## Épisode 43:Remue-méninges
- France : 28 octobre 1999 sur France 3

## Épisode 44:Kit en tas
- France : 28 octobre 1999 sur France 3

## Épisode 45:Tremblez manèges
- France : 29 octobre 1999 sur France 3

## Épisode 46:Coquilles en stock
- France : 2 novembre 1999 sur France 3

- Le titre de cet épisode rappelle l’album de bande dessinée Coke en stock.
- Le couple d'escargots entre dans une maquette de la maison des Zinzins de l'espace.

## Épisode 47:Micro-craignos
- France : 3 novembre 1999 sur France 3

- Le titre de cet épisode rappelle le film Microcosmos : Le Peuple de l'herbe.
- Cet épisode fait référence aux émissions telles que Vidéo Gag.

## Épisode 48:Super Cafard
- France : 3 novembre 1999 sur France 3

## Épisode 49:Attention travaux
- France : 4 novembre 1999 sur France 3

## Épisode 50:Canicule
- France : 8 novembre 1999 sur France 3

## Épisode 51:La Révolte des canards
- France : 9 novembre 1999 sur France 3

## Épisode 52:C'est pas du pipeau
- France : 10 novembre 1999 sur France 3

## Épisode 53:Chasse toujours... Tu m'intéresses
- France : 11 novembre 1999 sur France 3

## Épisode 54:Oggy contre les fantômes
- France : 12 novembre 1999 sur France 3

## Épisode 55:Qui perd gagne
- France : 15 novembre 1999 sur France 3

## Épisode 56:Balle au but
- France : 22 novembre 1999 sur France 3

## Épisode 57:Les Joies du plein air
- France : 23 novembre 1999 sur France 3

## Épisode 58:La Tirelire
- France : 24 novembre 1999 sur France 3

## Épisode 59:La Trêve de Noël
- France : 25 novembre 1999 sur France 3

## Épisode 60:Le Clone d'Oggy
- France : 26 novembre 1999 sur France 3

## Épisode 61:Complètement accro!
- France : 27 novembre 1999 sur France 3

## Épisode 62:À toute berzingue
- France : 29 novembre 1999 sur France 3

## Épisode 63:La Nuit du Grime
- France : 30 novembre 1999 sur France 3

## Épisode 64:Le Jardin des supplices
- France : 1er décembre 1999 sur France 3

## Épisode 65:Pris au piège
- France : 1er décembre 1999 sur France 3

## Épisode 66:Tout le charme d'un week end
- France : 2 décembre 1999 sur France 3

## Épisode 67:La Multiplication des cancrelats
- France : 3 décembre 1999 sur France 3

## Épisode 68:Les Trois Vœux
- France : 6 décembre 1999 sur France 3

## Épisode 69:Voyage virtuel
- France : 7 décembre 1999 sur France 3

- Une importante partie de cet épisode a été réalisée en imagerie de synthèse 3D[réf. nécessaire].
- Lorsque Jack imprime Oggy et Joey, l'effet visuel en spirale est presque identique à celui que l'on voit lors des transformations dans Les Zinzins de l'espace.

## Épisode 70:Mite des neiges
- France : 8 décembre 1999 sur France 3

## Épisode 71:Le Chat de la voisine
- France : 9 décembre 1999 sur France 3

## Épisode 72:Première à l'Opéra
- France : 10 décembre 1999 sur France 3

- Cet épisode est une référence au Fantôme de l'Opéra. Il y a également un clin d'œil au Voyage dans la Lune de Georges Méliès.
- Jack chante La Fleur que tu m'avais jetée, puis Dee-Dee, ainsi que les policiers, chantent le refrain de Votre toast, je peux vous le rendre, ces deux chansons faisant partie de l'opéra Carmen composé par Georges Bizet.

## Épisode 73:Lune de miel
- France : 14 décembre 1999 sur France 3

## Épisode 74:Sandwich au sable
- France : 15 décembre 1999 sur France 3

## Épisode 75:Zig zags pour deux zigues
- France : 17 décembre 1999 sur France 3

## Épisode 76:Urgences
- France : 3 janvier 2000 sur France 3

## Épisode 77:Balai à réactions
- France : 5 janvier 2000 sur France 3

- La musique associée à la sorcière est un clin d’œil à la série Ma sorcière bien-aimée.
- La scène où le balai saisit un seau est inspirée du film Fantasia.

## Épisode 78:Vieilles Canailles
- France : 11 février 2000 sur France 3